# Catherine Sutherland
Catherine Jane Sutherland (Sídney, 24 de octubre de 1974) es una actriz australiana.
Cuando llegó a Los Ángeles, solicitó un papel en Power Rangers, pero fue rechazada. Más adelante recibió el papel y entró al programa reemplazando a Amy Jo Johnson: ella se convirtió en la segunda Ranger Rosa de la historia con su personaje de Katherine Hillard.
En Power Rangers Zeo junto con Jason David Frank, David Yost, Austin St. John, Nakia Burrise, Steve Cardenas y Johnny Yong Bosch, luego hizo turbo una película de los Power Ranger junto con Amy Jo Johnson, Austin St. John, Jason David Frank, Johnny Yong Bosch, Nakia Burrise, Steve Cardenas y Blake Foster. Continuó como Power Ranger Turbo y siguió siendo la Pink Ranger, pero en este último duró poco y se retiró dándole el puesto a Patricia Ja Lee.

## Filmografía
- "Dimensions in Danger" .... Katherine Hillard / The Pink Ranger ... (1 episodio, 2018)

- "Power Rangers Wild Force" .... Tezzla (1 episodio, 2002)

- Forever Red (2002) TV episodio (voice) .... Tezzla

- "Power Rangers Time Force" .... Dana Mitchell / ... (1 episodio, 2001)

- Time for Lightspeed (2001) TV episode (voz) (no acreditada) .... Dana Mitchell / Pink Lightspeed Ranger

- Texas Rangers (2001) (no acreditada) .... One of the Rangers & Outlaws

- The Cell (2000) .... Anne Marie Vicksey

- On the Beach (2000) (TV) .... Enfermera

- Money Buys Happiness (1999) (acreditada como Cathy Sutherland) .... Carla

- The Jack Bull (1999) (TV) (no acreditada)

- "State Coroner" .... Reportera (1 episodio, 1998)

- On Thin Ice (1998) TV episode .... Reporter

- Power Rangers Turbo .... Katherine 'Kat' Hillard / ... (19 episodios, 1997)

- Honey, I Shrunk the Rangers: Part 2 (1997) TV episode .... Katherine 'Kat' Hillard / Pink Turbo Ranger #1

- Honey, I Shrunk the Rangers: Part 1 (1997) TV episode .... Katherine 'Kat' Hillard / Pink Turbo Ranger #1

- A Drive to Win (1997) TV episode .... Katherine Hillard / The Pink Ranger

- Shadow Rangers (1997) TV episode (voz) .... Pink Shadow Ranger

- Turbo: A Power Rangers Movie (1997) .... Katherine Hillard / The Pink Ranger

- Pitfall 3-D: Beyond the Jungle (1997) (VG) (voz) .... Mira

- Power Rangers Zeo .... Katherine 'Kat' Hillard / ... (50 episodios, 1996)

... aka "ZeoRangers" (USA) 
- Good as Gold (1996) TV episodio .... Katherine 'Kat' Hillard / Pink Zeo Ranger

- A Golden Homecoming (1996) TV episode .... Katherine 'Kat' Hillard / Pink Zeo Ranger

- It Came from Angel Grove (1996) TV episode .... Valencia

- A Zeo Beginning: Part 1 (1996) TV episode .... Katherine 'Kat' Hillard / Pink Zeo Ranger

- "Mighty Morphin' Power Rangers" .... Katherine 'Kat' Hillard / ... (20 episodes, 1995-1996)

- ... aka "Mighty Morph'n Power Rangers" (USA: video box title)

- ... aka "Mighty Morphin Alien Rangers"

- ... aka "Power Rangers Ninja"

- Hogday Afternoon: Part 2 (1996) TV episodio .... Katherine 'Kat' Hillard / The Pink Ranger

- Sowing the Seas of Evil (1996) TV episodio .... Katherine 'Kat' Hillard / The Pink Ranger

- Rangers in Reverse (1995) TV episodio .... Katherine 'Kat' Hillard / The Pink Ranger

- I'm Dreaming of a White Ranger (1995) TV episodio .... Katherine 'Kat' Hillard / The Pink Ranger

- The Sound of Dischordia (1995) TV episodio .... Katherine 'Kat' Hillard / The Pink Ranger

- (15 más)

- "Sweet Valley High" .... Ginger (1 episodio, 1996)

- ... aka "California College: les jumelles de Sweet Valley" (France: dubbed version)

- ... aka "Francine Pascal's 'Sweet Valley High'"

- One Big Mesa (1996) TV episodio .... Ginger

- "Snowy River: The McGregor Saga" .... ahogada (1 episodio, 1996)

- ... aka "Banjo Paterson's The Man from Snowy River"

- Black Sheep (1996) TV episodio .... ahogada
- Mighty Morphin Power Rangers: Once & Always - Katherine 'Kat' Hillard / Pink Ranger

- Datos: Q2882218
- Multimedia: Catherine Sutherland / Q2882218